# Mniší hora
Mniší hora je přírodní památka nacházející se v katastru městské části Brno-Bystrc. Předmětem ochrany jsou přírodě blízká a přirozená lesní společenstva dubohabrového lesa s druhově bohatým bylinným podrostem.

## Historie
Mniší hora byla vyhlášena 11. února 1950 jako vůbec první chráněné území v Brně, a to v kategorii přírodní rezervace o rozloze 54,25 ha. Už v červnu téhož roku došlo k zahájení výstavby areálu zoologické zahrady, která byla o tři roky později slavnostně otevřena. 29. listopadu 1988 došlo k převedení chráněného území do kategorie státní přírodní rezervace; roku 1992 bylo prohlášeno přírodní památkou.

## Geologie
Skalní podloží hřbetu Mniší hory je tvořeno amfibolickými a biotit-amfibolickými diority brněnského masivu. Jedná se o hrásť, omezenou na západě zlomy vůči Bystrcké kotlině, na východě vůči Medlánecké sníženině. Na jejich svazích se vyvinula kyselá kambizem typická, na výchozech hornin ranker kambický a litozem typická.

## Fauna a flóra
Z lesních porostů převažují doubravy a dubohabřiny, hostící některé ohrožené a chráněné druhy rostlin, např. lilii zlatohlavou (Lilium martagon), medovník velkokvětý (Melittis melissophyllum), brambořík nachový (Cyclamen purpurascens), dřín obecný (Cornus mas) aj. Pařeziny s dostatkem tlejícího dřeva umožňují výskyt některých chráněných druhů ptáků, např. strakapouda prostředního (Dendrocopos medius), krutihlava obecného (Jynx torquilla), lejska šedého (Muscicapa striata) nebo žluvy hajní (Oriolus oriolus).

## Galerie

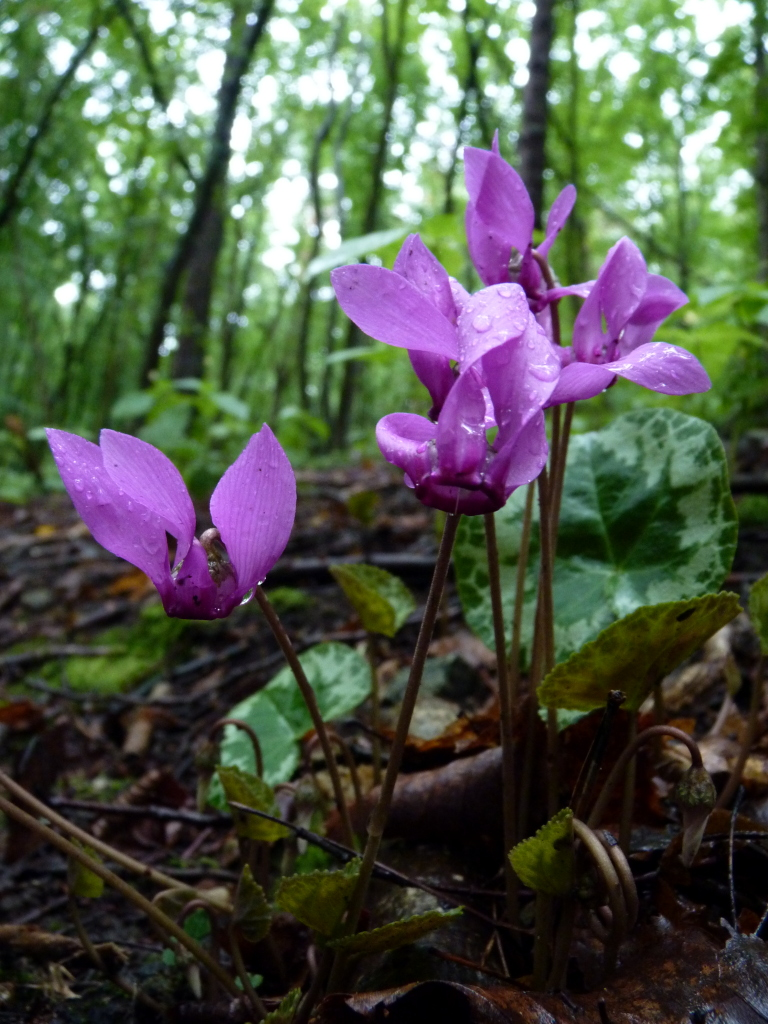
brambořík nachový (Cyclamen purpurascens)
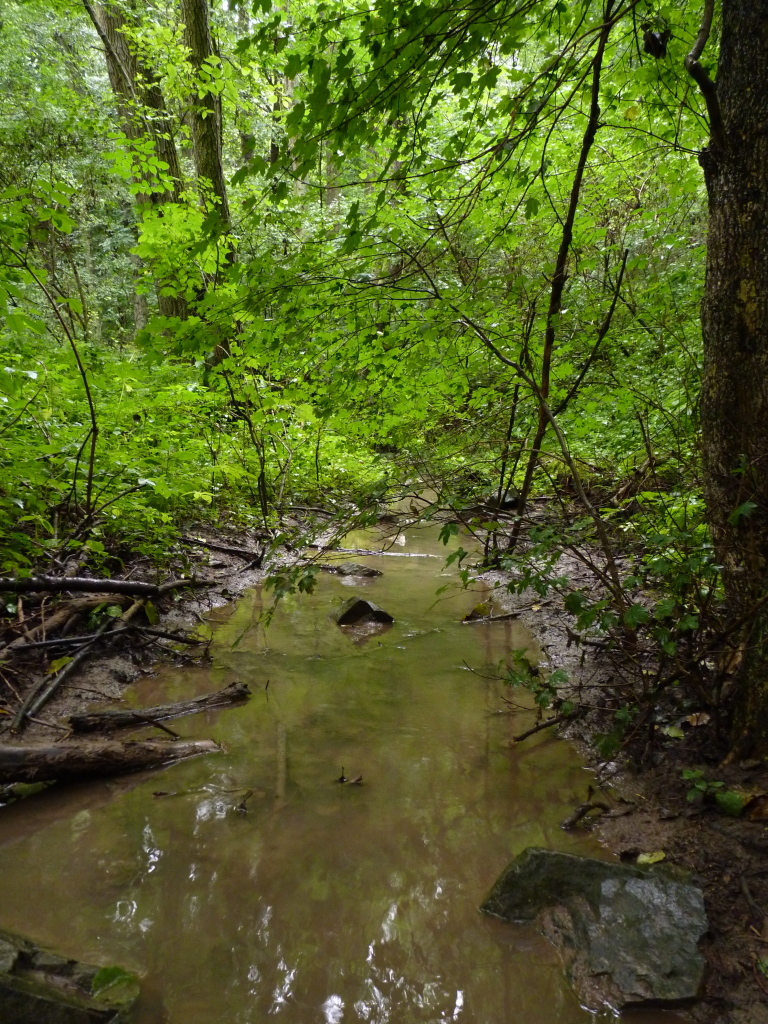
Mniší potok protékající po úpatí kopce
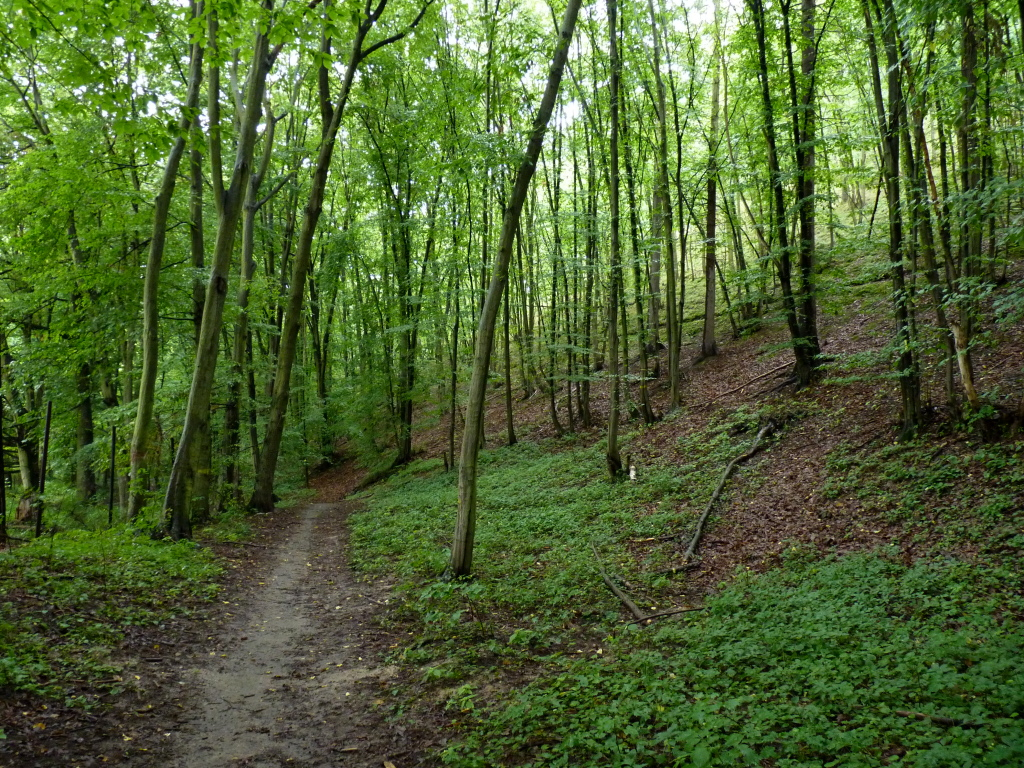
Cesta ve spodní části území
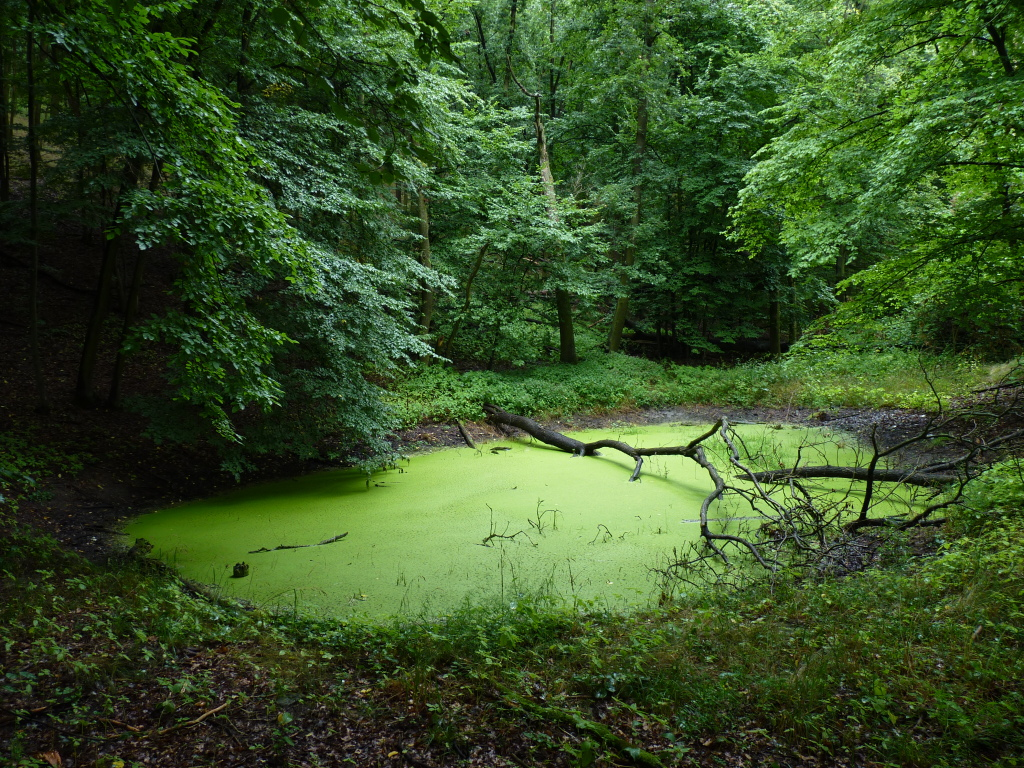
Tůňka na východním okraji lesa